# Borsaújfalu község
Borsaújfalu község (románul: Comuna Vultureni) község Kolozs megyében, Romániában. Központja Borsaújfalu, beosztott falvai Báboc, Bádok, Kide, Kolozskovácsi, Sólyomkő. 2008 óta Kolozsvár metropolisztérség része.

## Fekvése
A Szamosmenti-hátságon helyezkedik el, Kolozsvártól 27 kilométerre. Szomszédos községek északon Páncélcseh, nyugaton Esküllő, délen Kajántó és Kolozsborsa, keleten Doboka.

## Népessége
A 2011-es népszámlálás adatai alapján a község népessége 1516 fő volt.

## Története
Sólyomkő faluban történelem előtti, bronzkori, illetve 4–6. századi települések maradványait tárták fel. A régészeti helyszínek a romániai műemlékek jegyzékében a CJ-I-s-B-07201, CJ-I-s-B-07202 és CJ-I-s-A-07203 sorszámon szerepelnek. Bádok falu melletti Boroshegyen kőkorszaki és kőrézkori település maradványait tárták fel (CJ-I-s-A-06962). Báboc faluban a „Şanţul Grecilor” (magyarul görögök árka) nevű helyen bronzkori, illetve 5–6. századi település maradványaira bukkantak (CJ-I-s-B-06958).

## Nevezetességei
- Bádok 13. században épült református temploma (CJ-II-m-B-07523).
- Kide 13. századi református temploma (CJ-II-m-B-07562).
- 1750-ben épült malom Sólyomkőn (CJ-II-m-B-07777).
- Kide 1761-ben épült, Szent Györgyről elnevezett ortodox fatemploma (CJ-II-m-B-07564).
- Kide 1766-ban épült, Nepomuki Szent Jánosról elnevezett római katolikus temploma (CJ-II-m-B-07563).
- Kide 1902-ben épült unitárius temploma (CJ-II-m-B-07561).

## Híres emberek
- Itt született 1926. december 26-án Grün Albert rabbi és sémi filológus.